# 845년

## 연호
- 당(唐) 회창(會昌) 5년
- 일본(日本) 조와(承和) 12년

## 기년
- 당(唐) 무종(武宗) 5년
- 신라(新羅) 문성왕(文聖王) 7년
- 발해(渤海) 대이진(大彝震) 16년

## 사건
- 아랍-비잔티움전쟁: 비잔틴 제국과 아바스 왕조가 킬리키아(現 튀르키예)의 라모스 강(Limonlu River)에서 포로교환을 실시하다. 교환은 10일 동안 지속되며, 비잔틴 제국은 4,600명의 죄수를 돌려받는다.
- 3월 6일 - 알와시크(Al-Wasik) 칼리프가 갈라티아 아모리움 감옥에 있던 42명의 순교자들을 처형하다.
- 3월 28일 또는 3월 29일(부활절) - 파리 포위전: 노르드인 라그나르 로드브로크가 120개의 랑스킵 함대(5,000명)로 구성된 군대를 이끌고 센강에 진입하여 루앙을 약탈하다. 서프랑크 왕국의 왕 카롤루스 2세 칼부스가 수도인 파리를 보호하기 군대를 모아서 파견하다. 라그나르 로드브로크가 적군을 궤멸시키고 111명의 포로를 교수형에 처함으로써 오딘에게 경의를 표하다. 칼부스가 왕국의 약탈을 막기 위해 - 떠나는 대가로 은 또는 금 7,000리브르(파운드)상당의 공물을 지불하다. 이후 바이킹들이 함부르크와 믈룅을 약탈하다.

## 사망
- 1월 11일 - 동로마 제국의 전 황제 미카일 1세(아타나시우스)
- 페르시아 수학자 알 콰리즈미